# می‌دی (فیلم ۲۰۲۵)
می‌دی یا پیام اضطرای (انگلیسی: Mayday) یک فیلم اکشن و ماجراجویی آمریکایی در حال ساخت به نویسندگی و کارگردانی جاناتان گلداستاین و جان فرانسیس دالی است. در این فیلم رایان رینولدز، کنت برانا، ماریا باکالوا، مارچین دوروچینسکی، لاول آدامز گری و کلارک جانسون به ایفای نقش پرداخته‌اند.

## تولید
فیلمبرداری در ۴ مارس ۲۰۲۴ در مونترآل آغاز شد و انتظار می‌رود تا ۸ می ادامه داشته باشد.